# Parafia św. Wincentego á Paulo w Otwocku
Parafia Świętego Wincentego á Paulo w Otwocku – parafia rzymskokatolicka należąca do dekanatu otwockiego, diecezji warszawsko-praskiej, metropolii warszawskiej Kościoła katolickiego. Powstała w 1911 z podziału parafii św. Wita w Karczewie. Parafia obsługiwana jest przez księży diecezjalnych.

## Kościół parafialny
Kościół św. Wincentego à Paulo w Otwocku
Kościół parafialny został wybudowany w latach 1930–1935. Kościół zbudowany w stylu nowoczesnym, z białej cegły, trzynawowy, z chórem i balkonami nad bocznymi nawami. Miejscem największej czci w świątyni jest obraz Matki Boskiej Swojczowskiej umieszczony w prawej, bocznej kaplicy. 

## Cmentarz
Przy parafii znajduje się cmentarz.

## Wspólnoty i ruchy
- Bielanki
- Lektorzy
- Ministranci
- Oaza
- Dziecięca Schola Deo
- Chór Lira
- Ruch Rodzin Nazaret
- Akcja Katolicka
- Drużyna piłkarska
- Wiara i Światło
- Droga Neokatechumenalna
- Siostry Obliczanki
- Siostry Elżbietanki
- Siostry Orionistki
- Domowy Kościół
- Anonimowi Alkoholicy

## Inne informacje
- W latach 1923–1949 proboszczem parafii był ks. Ludwik Wolski –Sprawiedliwy wśród Narodów Świata.
- W latach 1941–1947 wikariuszem  był ks. Jan Raczkowski – Sprawiedliwy wśród Narodów Świata.